# Paleozoologie

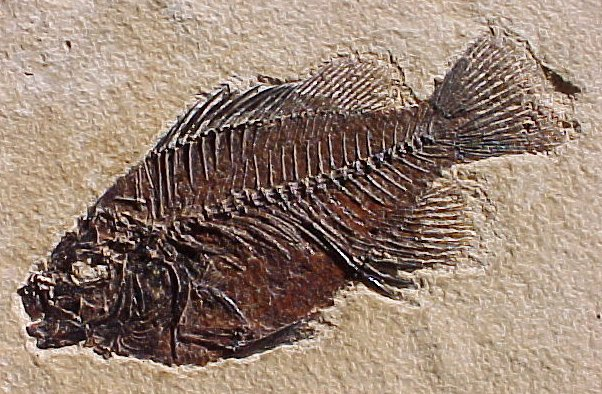
Priscacara liops, fosilie ryby z Wyomingu

Paleozoologie (z řeckého παλαιόν (starý) a ζῷον (zvíře)) je obor paleontologie a evoluční biologie, který se zabývá studiem prehistorických organismů náležejících do říše živočichů. Zabývá se také získáváním a identifikací jejich fosilních pozůstatků z geologických (či dokonce archeologických) kontextů. Paleozoologie dále využívá těchto fosilních záznamů pro rekonstrukční fylogenezi (prostřednictvím srovnávací anatomie a fylogenetiky) a paleoekologie, tj. studia starověkých přírodních prostředí a ekosystémů.
Zatímco spekulativní fosilie nejstarších živočichů (v podobě primitivních hub, jako je Otavia) lze vysledovat až do pozdního tonianu spadajícího do období středního neoproterozoika, definitivní makroskopické pozůstatky živočichů se ve fosilních záznamech nachází převážně od ediakarského období výše, ačkoli se běžně objevují až po kambrické explozi a fosilie obratlovců se běžně objevují až v pozdním devonu v druhé polovině paleozoika. Snad nejznámější skupinou makrofosilií jsou dinosauři. Mezi další obecně známé makrofosilie živočišného původu patří trilobiti, korýši, ostnokožci, ramenonožci, měkkýši, kostnaté ryby, žraloci, zuby obratlovců a schránky mnoha skupin bezobratlých. Je to proto, že tvrdé organické části, jako jsou kosti, zuby a schránky, odolávají rozkladu a jsou nejčastěji zachovanými a nacházenými živočišnými fosiliemi. Živočichové s výhradně měkkým tělem, jako jsou medúzy, ploštěnci, hlístice a kroužkovci, jsou tak fosilizováni pouze zřídka, protože tyto skupiny mají málo mineralizovaných tkání, které jsou schopné přežít geologické procesy, ačkoli stopy po jejich existence a aktivitách se zachovat mohou.

## Paleozoologie obratlovců
Paleozoologie obratlovců se v evoluční teorii zabývá využitím morfologických, časových a stratigrafických dat k mapování historie obratlovců. Obratlovci se od ostatních kmenů liší tím, že jiné kmeny mohou mít chrupavku nebo chrupavčité tkáně tvořící jakousi kostru, ale pouze obratlovci mají to, co definujeme jako kost.
Třídy obratlovců seřazené chronologicky od nejstarších po nejnovější zahrnují Heterostraci, Osteostraci, koelolepidní bezčelistnatce, trnoploutví (Acanthodii), kostnaté ryby (Osteichthyes), paryby (Chondrichthyes), obojživelníky (Amphibia), plazy (Reptilia), savce (Mammalia) a ptáky (Aves). Všichni obratlovci jsou studováni podle standardních evolučních zobecnění chování a životních procesů, ačkoli existuje kontroverze ohledně toho, zda lze populaci přesně odhadnout z omezených fosilních zdrojů.
Evoluční původ obratlovců, stejně jako kmene Chordata, nebyl vědecky stanoven. Existuje hypotéza, že se obratlovci oddělily od společného předka strunatců a ostnokožců. Této hypotéze by odpovídal prehistorický mořský tvor Amphioxus. Ten neměl kosti, patřil mezi bezobratlé, ale měl společné rysy s obratlovci, včetně segmentovaného těla a struny hřbetní. To by mohlo naznačovat, že byl přechodnou formou nebo společným předkem mezi ranými strunatci a ostnokožci a obratlovci.

## Kvantitativní paleozoologie
Kvantitativní paleozoologie je proces sčítání fosilních typů, nikoli inventarizace. Liší se v tom, že inventarizace se týká podrobného záznamu jednotlivých fosilií, zatímco sčítání se pokouší seskupit jednotlivé fosilie, aby se zjistil celkový počet druhů. Tyto informace lze použít k určení, které druhy byly nejdominantnější a které měly největší populaci v daném časovém období nebo v geologické oblasti.
Na počátku 30. let 20. století paleontologové Chester Stock a Hildegarde Howard vymysleli speciální jednotky pro kvantitativní paleozoologii a kvantitativní paleontologii. První použitá jednotka, počet identifikovaných druhů (NISP), specifikovala přesné množství fosilií konkrétního zaznamenaného druhu. Stock a Howard konstatovali, že tato jednotka je pro kvantitativní účely problematická, protože nadbytek malých fosilií, například zubů, by mohl zveličit velikost populace. Existoval také zmatek ohledně toho, zda by se fragmenty kostí měly sestavovat a počítat jako jedna kost, nebo zda se mají počítat jednotlivě. Stock a Howard poté vymysleli minimální počet jedinců (MNI), který odhadoval minimální počet zvířat potřebných k produkci daného počtu zaznamenaných fosilií. Například pokud by bylo nalezeno pět lopatek od daného druhu, mohlo by být obtížné určit, zda některé z nich byly spárovány vpravo a vlevo na jednom jedinci, nebo zda každá pocházela od jiného jedince, což by mohlo ovlivnit sčítání, ale dalo by se říct, že k vytvoření pěti lopatek musí být alespoň tři jedinci. Číslo tři by tedy v tomto případě představovalo hodnotu MNI. Ve vzácných případech, kdy lze dostatečnou sbírku fosilií sestavit do jedinců, se používá jednotka skutečný počet jedinců (ANI).
Další jednotkou běžně používanou v kvantitativní paleozoologii je biomasa. Biomasa je definována jako množství tkáně v oblasti nebo u daného druhu. Vypočítá se odhadem průměrné hmotnosti na základě podobných moderních druhů a jejím vynásobením MNI. Tím se získá odhad, kolik mohla vážit celá populace daného druhu. Mezi problémy tohoto měření patří rozdíl v hmotnosti mezi mladými a dospělými jedinci, sezónní změny hmotnosti v důsledku stravy a hibernace a obtížnost přesného odhadu hmotnosti tvora pouze podle kosterních pozůstatků. Je také obtížné určit přesné stáří zkamenělé hmoty v rámci jednoho roku nebo desetiletí, takže biomasa může být hrubě nadsazená nebo podhodnocená, pokud je odhadovaný časový rámec, ve kterém byly původně živočichové naživu, nesprávný.
Podobným měřením jako biomasa je hmotnost masa. Pro určení hmotnosti masa se MNI vynásobí množstvím masa, které jedinec údajně mohl poskytnout, a poté se vynásobí procentem tohoto masa, které se považuje za jedlé. To dává odhad množství použitelného masa na jedince, které mohli získat pravěcí lovci. Například samec wapiti má průměrnou hmotnost 400 kg a v konkrétní studii bylo MNI zjištěno jako 10. To by vytvořilo biomasu 4 tuny. Pokud se množství jedlého masa odhaduje na padesát procent, výsledkem by byla hmotnost masa 2 tuny. Největším problémem této metody je debata o procentu použitelného masa. Názory na to, které části konkrétního druhu jsou jedlé a které ne, a také na to, zda by primitivní řezníci měli přístup k různým částem a mohli je připravit, se různí a vedly ke kontroverzím.